# Garfield (szereplő)
Garfield egy kitalált narancssárga, fekete csíkos, cirmos macska, Jim Davis Garfield című képregényének főhőse.

## Karaktere

### Története
A Garfield kilenc élete film és képregény szerint Garfield 1978. június 19-én született Mamma Leoni olasz éttermében, pontosabban annak konyhájában. Születése után nem sokkal minden ott talált ételt felfalt – innen ered az olasz ételek, köztük a lasagne iránti rajongása –, ezért az étterem tulajdonosa állatkereskedésbe adta. A hely nem igazán tetszett neki, ezért az első érkező ügyfélnek az arcára ugrott, hogy őt válassza – ez a vásárló volt Jon Arbuckle, aki viszont egy képsorban azt mondta, hogy választania kellett: vagy Garfield vagy egy leguán.
Később az 1983. október 28-i képsorban visszajutott az étteremhez, és újra találkozott az édesanyjával és a rokonaival. Ezen képsorok alapján készítették el a Garfield az élet sűrűjében című rajzfilmet.

### Személyisége
Garfield egy antropomorf narancssárga cirmos macska. Imád enni (különösen lasagnét és pizzát), aludni és tévét nézni. A képregényekben gyakran ugratják a túlsúlyossága és egy idő után már a kora miatt is. Nagyon önző, ez leginkább abban nyilvánul meg, hogy minden fellelhető ételt elfogyaszt mások elől, kivéve a mazsolát.
Gyakran piszkálja a szereplőket, közülük is leginkább Ubult, akit gyakran rúg le az asztalról. Kínozza még a gazdáját, Jont is, akivel valami mulatságos dolgot csinál, amíg az alszik; valamint Nermal-t, a magát a világ legaranyosabb kiscicájának gondoló macskát, akit – főleg mert rengeteget gúnyolja Garfieldet – gyakran hajít ki az ajtón vagy postáz el Abu-Dhabiba. Ugyancsak alanya szekírozásának a postás, illetve a szomszédasszony, Mrs. Feeny is, aki ezeket az elkövetett dolgokat gyakran Jon-on bosszulja meg.
Garfield kedvenc tevékenysége még a pókok lecsapása az újsággal vagy egyéb, a közelében lévő tárggyal.
Garfieldnek mérhetetlen nagy a fantáziája. Ez leginkább a Garfield a képzelet szárnyán című filmben vehető észre, de a Garfield és barátaiban is többször megmutatkozik: az Egy doboznyi móka című epizódban az egyszerű dobozt képzelte versenyautónak, repülőnek és csónaknak is, de a kukát űrhajónak is.

## Garfield életútja

Jon és Garfield az első képkockán

A Gnorm Gnat vége után Jim Davis egy újabb terv kidolgozásába kezdett. Történeteinek hőse ezúttal egy képregényrajzoló és a macskája. Rajzait elküldte néhány sajtóügynökségnek, ahonnan biztató válaszokat kapott. A szerkesztőknek tetszett az új figura, csupán egy dolgot kifogásoltak: folyton a macskának jutottak a jó poénok. Jim nagyon bölcsen döntött, és Garfieldot tette főszereplővé. 1978. január 24-én az United Media Feature ügynökség igent mondott a Garfieldra, s a június 19-én kötött szerződés értelmében a képregény 41 amerikai lapban jelent meg. „Azért választottam macskát főhősül, mert sikeres kutyahősök már szép számban léteztek akkoriban a képregény műfajban és én nem szeretek versenyezni.” – nyilatkozta Davis. A képregénynek eredetileg a Garfield és barátai címet szánták, de végül a TV-ben sugárzott rajzfilmsorozat futott ilyen címmel.
A Garfield főhősei nem pusztán csak kitalált alakok, hanem valós személyekről mintázottak. Garfield gazdájának szülei szintén vidéki farmerek. Magát Garfieldot Davis saját nagyapjáról, James A. Garfield Davisről nevezte el, aki jellemében, sőt testi felépítésében is egyezett Garfielddal. Amellett a rajzoló saját személyisége is jelen van részben, mint a természet iránti kötődése és szeretete, ugyanakkor Jonnak – akárcsak neki – kedvenc sportja a golf.
A képregényt 1978 júliusában az ügynökség levette az újságokból, de az olvasóközönség tiltakozásának nyomására hamar visszahelyezték.
Garfield akkora sikert aratott, hogy 1982-re az egyik legnépszerűbb képregényfiguraként tartották már számon, s vagy ezer újságban olvasható volt. Ebben az évben készült az első Garfield-rajzfilm, melyet maga a szerző készített. 1984-től a Garfield új kiadója az általa még ebben az évben alapított Paws cég és azóta is itt dolgozik.
1987-től már kétezerre bővült a Garfieldot közlő lapok száma szerte a világon, 2000-re ez 2600-ra nőtt és most[mikor?] már több mint negyed milliárdos olvasói tábora van. Kétségkívül a képregények eddigi történetének legnépszerűbb és legsikeresebb figurája Garfield.[forrás?] Maga Davis sem tudja megválaszolni konkrétan alkotása sikerének titkát. Elmondása szerint törekszik a közérthető, általános viccekre, s arra, hogy mindenkinek mondjanak valamit. Két témára nagyon koncentrál, ami valóban minden embert érint: az evés és az alvás, mely jelen esetben Garfield kedvenc „hobbija”. Ez a nemzetközi jellegű humor szerinte megköveteli a szleng és a szóviccek kerülését.
Magyarországon 1990-től havonta jelentkező Garfield-magazin olvasható, a SEMIC Interprint Nyomdai és Kiadó Kft., későbbi nevén Adoc-Semic, majd a DRIZE Kiadói Kft. kiadásában. Emellett kéthavonta megjelenik a Zseb-Garfield, szintén a DRIZE Kiadói Kft. kiadásában.

## A név
Garfield nevét Jim Davis a nagyapjáról, James A. Garfield Davisről vette, mert elmondása szerint: „Nagyapám maga is testes, örökké zsémbelődő, fanyar homorú morózus ember volt, ugyanakkor mélyen érző, de a világ minden kincséért sem mutatta volna ki az érzelmeit, akárcsak Garfield.” A képregény híressége miatt világszerte sok macskát neveztek el Garfieldnek.

## Szinkronhangjai

### Angol
- Scott Beach – Rövid televíziós reklám
- Lorenzo Music – 1982-2000-ig, a TV-filmek és a Garfield és barátai rajzfilmsorozat.
- Bill Murray – A két élőszereplős film
- Frank Welker – 2007-től, a CGI-s filmek és A Garfield-show animációs sorozat.
- Chris Pratt – A 2024-es animációs filmben.

### Magyar
- Kerekes József – A Garfield rajzfilmek, animációs filmek és sorozatok
- Till Attila – A két élőszereplős film.

## Fordítás
Ez a szócikk részben vagy egészben  a   Garfield (character) című angol Wikipédia-szócikk fordításán alapul.  Az eredeti cikk szerkesztőit annak laptörténete sorolja fel. Ez a jelzés csupán a megfogalmazás eredetét és a szerzői jogokat jelzi, nem szolgál a cikkben szereplő információk forrásmegjelöléseként.